# Bucharest
Bucharest (tiếng România: București /bu.kuˈreʃtʲ/ⓘ, trong tiếng Việt thường được gọi là Bu-ca-rét do ảnh hưởng từ tên tiếng Pháp Bucarest) là thủ đô và là trung tâm thương mại và công nghiệp của Romania. Thành phố này nằm ở đông nam quốc gia này, với vị trí 44°25′B 26°06′Đ / 44,417°B 26,1°Đ, nằm hai bên bờ của sông Dâmboviţa. Ban đầu nó được gọi là thành Dâmboviţa.
Sự hiện diện của Bucharest được các học giả đề cập đến từ năm 1459. Kể từ đó, thành phố đã trải qua nhiều thay đổi và đã trở thành thủ đô của Romania năm 1862 và đã củng cố vững chắc vị trí trung tâm văn hóa, nghệ thuật và truyền thông của quốc gia này. Thành phố có kiến trúc hỗn hợp mang dấu ấn của các thời kỳ lịch sử khác nhau. Trong thời kỳ giữa hai cuộc thế chiến, kiến trúc trang nhã của thành phố đã khiến nó được mệnh danh là "Paris của phía Đông" hay "Paris Nhỏ" (Micul Paris). Nhiều tòa nhà và nhiều khu phố lịch sử của thành phố này đã bị hư hại và phá hỏng bởi các cuộc chiến và các trận động đất cũng như chương trình hệ thống hóa của Nicolae Ceaușescu. Trong những năm gần đây, thành phố đã trải qua thời kỳ bùng nổ kinh tế và văn hóa.
Theo ước tính tháng 1 năm 2006, Bucharest có dân số 1.930.390 người. Khu vực đô thị tính cả bên ngoài ranh giới nội thị có dân số 2,1 triệu người. Còn nếu cả vùng đô thị thì Bucharest có dân số 2,6 triệu người. Bucharest là thành phố lớn thứ 6 ở Liên minh châu Âu tính theo dân số nội thị.
Về mặt kinh tế, thành phố này giàu có nhất ở Romania và là một trong những trung tâm công nghiệp và giao thông chính của Đông Âu. Thành phố cũng có nhiều cơ sở giáo dục.
Khu vực đô thị của thành phố này về mặt hành chính gọi là Đô thị Bucharest (Municipiul București), và có cấp hành chính như một hạt, và được chia ra làm 6 khu vực.

## Khí hậu
| Dữ liệu khí hậu của Bucharest            | Dữ liệu khí hậu của Bucharest | Dữ liệu khí hậu của Bucharest | Dữ liệu khí hậu của Bucharest | Dữ liệu khí hậu của Bucharest | Dữ liệu khí hậu của Bucharest | Dữ liệu khí hậu của Bucharest | Dữ liệu khí hậu của Bucharest | Dữ liệu khí hậu của Bucharest | Dữ liệu khí hậu của Bucharest | Dữ liệu khí hậu của Bucharest | Dữ liệu khí hậu của Bucharest | Dữ liệu khí hậu của Bucharest | Dữ liệu khí hậu của Bucharest |
| Tháng                                    | 1                             | 2                             | 3                             | 4                             | 5                             | 6                             | 7                             | 8                             | 9                             | 10                            | 11                            | 12                            | Năm                           |
| ---------------------------------------- | ----------------------------- | ----------------------------- | ----------------------------- | ----------------------------- | ----------------------------- | ----------------------------- | ----------------------------- | ----------------------------- | ----------------------------- | ----------------------------- | ----------------------------- | ----------------------------- | ----------------------------- |
| Cao kỉ lục °C (°F)                       | 16.8 (62.2)                   | 20.6 (69.1)                   | 27.4 (81.3)                   | 31.4 (88.5)                   | 35.1 (95.2)                   | 36.4 (97.5)                   | 39.6 (103.3)                  | 40.0 (104.0)                  | 36.8 (98.2)                   | 33.6 (92.5)                   | 24.7 (76.5)                   | 18.4 (65.1)                   | 40.0 (104.0)                  |
| Trung bình ngày tối đa °C (°F)           | 1.5 (34.7)                    | 4.1 (39.4)                    | 10.5 (50.9)                   | 18.0 (64.4)                   | 23.3 (73.9)                   | 26.8 (80.2)                   | 28.8 (83.8)                   | 28.5 (83.3)                   | 24.6 (76.3)                   | 18.0 (64.4)                   | 10.0 (50.0)                   | 3.8 (38.8)                    | 16.5 (61.7)                   |
| Trung bình ngày °C (°F)                  | −2.4 (27.7)                   | −0.1 (31.8)                   | 4.8 (40.6)                    | 11.3 (52.3)                   | 16.7 (62.1)                   | 20.2 (68.4)                   | 22.0 (71.6)                   | 21.2 (70.2)                   | 16.9 (62.4)                   | 10.8 (51.4)                   | 5.2 (41.4)                    | 0.2 (32.4)                    | 10.6 (51.1)                   |
| Tối thiểu trung bình ngày °C (°F)        | −5.5 (22.1)                   | −3.3 (26.1)                   | 0.3 (32.5)                    | 5.6 (42.1)                    | 10.5 (50.9)                   | 14.0 (57.2)                   | 15.6 (60.1)                   | 15.0 (59.0)                   | 11.1 (52.0)                   | 5.7 (42.3)                    | 1.6 (34.9)                    | −2.6 (27.3)                   | 5.7 (42.3)                    |
| Thấp kỉ lục °C (°F)                      | −23.7 (−10.7)                 | −23.9 (−11.0)                 | −16.6 (2.1)                   | −2.7 (27.1)                   | 0.0 (32.0)                    | 5.2 (41.4)                    | 8.7 (47.7)                    | 5.2 (41.4)                    | −3.1 (26.4)                   | −7.3 (18.9)                   | −18.8 (−1.8)                  | −19.5 (−3.1)                  | −23.9 (−11.0)                 |
| Lượng Giáng thủy trung bình mm (inches)  | 40 (1.6)                      | 36 (1.4)                      | 38 (1.5)                      | 46 (1.8)                      | 70 (2.8)                      | 77 (3.0)                      | 64 (2.5)                      | 58 (2.3)                      | 42 (1.7)                      | 32 (1.3)                      | 49 (1.9)                      | 43 (1.7)                      | 595 (23.4)                    |
| Lượng tuyết rơi trung bình cm (inches)   | 13.7 (5.4)                    | 11.0 (4.3)                    | 10.5 (4.1)                    | 1.5 (0.6)                     | 0.0 (0.0)                     | 0.0 (0.0)                     | 0.0 (0.0)                     | 0.0 (0.0)                     | 0.0 (0.0)                     | 0.0 (0.0)                     | 8.8 (3.5)                     | 10.5 (4.1)                    | 56 (22)                       |
| Số ngày giáng thủy trung bình (≥ 1.0 mm) | 6                             | 6                             | 6                             | 7                             | 6                             | 6                             | 7                             | 6                             | 5                             | 5                             | 6                             | 6                             | 72                            |
| Số giờ nắng trung bình tháng             | 70.6                          | 84.5                          | 138.0                         | 184.8                         | 246.3                         | 265.8                         | 289.2                         | 281.4                         | 224.1                         | 177.4                         | 87.5                          | 62.8                          | 2.112,4                       |
| Nguồn: NOAA                              |                               |                               |                               |                               |                               |                               |                               |                               |                               |                               |                               |                               |                               |